# Uppsala kommun
Uppsala kommun (uttal (fil)) är en kommun i Uppsala län. Centralort är Uppsala som också är länets residensstad. 
Kommunen är Sveriges 4:e folkrikaste kommun med cirka 248 000 invånare (2025) invånare och centralorten är landets fjärde största tätort.
Centralorten, belägen vid norra änden av mälarviken Ekoln, är huvudsakligen omgiven av vidsträckta och uppodlade lerslätter. Det lokala näringslivet har under lång tid varit tätt knutet till centralorten där universitetet och statliga verk ligger.  
Sedan kommunen bildades 1971 har befolkningstrenden varit starkt positiv. Största parti i samtliga val, förutom valen 2006 och 2010, har varit Socialdemokraterna som också varit en del av de styrande koalitioner från 2014 till 2022.

## Administrativ historik
Kommunens område motsvarar socknarna Almunge, Balingsta, Björklinge, Bladåker, Bondkyrka, Bälinge, Börje, Dalby, Danmark, Faringe, Funbo, Gamla Uppsala, Hagby, Jumkil, Järlåsa, Knutby, Lena, Läby, Ramsta, Rasbo, Rasbokil, Skogs-Tibble, Skuttunge, Stavby, Tensta, Tuna, Uppsala-Näs, Vaksala, Viksta, Vänge, Västeråker, Åkerby, Åland och Ärentuna. I dessa socknar bildades vid kommunreformen 1862 landskommuner med motsvarande namn. I området fanns även Uppsala stad som 1863 bildade en stadskommun.
1947 införlivades Bondkyrka landskommun och Gamla Uppsala landskommun i Uppsala stad
Vid kommunreformen 1952 bildades ett antal "storkommuner" i området: Björklinge (av de tidigare kommunerna Björklinge och Viksta), Bälinge (av Bälinge, Börje, Jumkil, Skuttunge och Åkerby), Knutby (av Bladåker, Edsbro, Faringe och Knutby), Norra Hagunda (av Järlåsa, Läby, Skogs-Tibble, Vänge och Åland), Oland (av Alunda, Ekeby, Skäfthammar, Stavby och Tuna), Rasbo (av Rasbo och Rasbokil) Södra Hagunda (av Balingsta, Dalby, Hagby, Ramsta, Uppsala-Näs och Västeråker), Vaksala (av Danmark, Funbo och Vaksala) samt Vattholma (av Lena, Tensta och Ärentuna). Almunge landskommun samt Uppsala stad förblev opåverkade. 
1967 införlivades Södra Hagunda och Vaksala landskommuner i Uppsala stad samtidigt som Rasbo landskommun införlivades i Olands landskommun.
Uppsala kommun bildades vid kommunreformen 1971 av Uppsala stad samt landskommunerna Almunge, Björklinge, Bälinge, Knivsta, Norra Hagunda och Vattholma samt delar ur Knutby landskommun (Bladåkers, Faringe och Knutby församlingar). 1974 införlivades delar ur då upplösta Olands kommun (Rasbo, Rasbokils, Stavby och Tuna församlingar). 2003 utbröts ur kommunen området som utgjort Knivsta landskommun för att bilda Knivsta kommun.
| Tabell över kommunsammanslagningarna efter 1863 | Tabell över kommunsammanslagningarna efter 1863 | Tabell över kommunsammanslagningarna efter 1863 | Tabell över kommunsammanslagningarna efter 1863 | Tabell över kommunsammanslagningarna efter 1863 | Tabell över kommunsammanslagningarna efter 1863 | Tabell över kommunsammanslagningarna efter 1863 | Tabell över kommunsammanslagningarna efter 1863 | Tabell över kommunsammanslagningarna efter 1863 | Tabell över kommunsammanslagningarna efter 1863 |
| --- | ----------------------------------------------- | ----------------------------------------------- | ----------------------------------------------- | ----------------------------------------------- | ----------------------------------------------- | ----------------------------------------------- | ----------------------------------------------- | ----------------------------------------------- | ----------------------------------------------- |
| Tabellen nedan visar kommunsammanslagningarna till nuvarande Uppsala kommun från 1863 och framåt. De mörkgråa landskommunerna var de delar av storkommunerna som gick till andra kommuner än Uppsala i slutändan. |                                                 |                                                 |                                                 |                                                 |                                                 |                                                 |                                                 |                                                 |                                                 |
| Kommunsammanslagningarna till Uppsala kommun |                                                 |                                                 |                                                 |                                                 |                                                 |                                                 |                                                 |                                                 |                                                 |
| innan reformerna | innan reformerna                                | efter reformen 1862                             | efter reformen 1862                             | efter reformen 1862                             | dito 1952                                       | dito 1952                                       | dito 1971                                       | dito 1971                                       | dito 1971                                       |
| –1862 | –1862                                           | 1863–79                                         | 1880–1946                                       | 1947–51                                         | 1952–66                                         | 1967–70                                         | 1971–73                                         | 1974–2002                                       | 2003–                                           |
| härad | socken, stad                                    | landskommun                                     | landskommun                                     | landskommun                                     | "storkommun"                                    | "storkommun"                                    | enhetskommun                                    | enhetskommun                                    | enhetskommun                                    |
| | Bälinge sn                                      | Bälinge ln                                      | Bälinge ln                                      | Bälinge ln                                      | Bälinge ln                                      |                                                 |                                                 |                                                 |                                                 |
| Bälinge | Skuttunge sn                                    | Skuttunge ln                                    | Skuttunge ln                                    | Skuttunge ln                                    | Bälinge ln                                      |                                                 |                                                 |                                                 |                                                 |
| Bälinge | Åkerby sn                                       | Åkerby ln                                       | Åkerby ln                                       | Åkerby ln                                       | Bälinge ln                                      |                                                 |                                                 |                                                 |                                                 |
| | Jumkils sn                                      | Jumkils ln                                      | Jumkils ln                                      | Jumkils ln                                      | Bälinge ln                                      |                                                 |                                                 |                                                 |                                                 |
| | Jumkils sn                                      | Jumkils ln                                      | Jumkils ln                                      | Jumkils ln                                      | Bälinge ln                                      |                                                 |                                                 |                                                 |                                                 |
| Ulleråker | Börje sn                                        | Börje ln                                        | Börje ln                                        | Börje ln                                        | Bälinge ln                                      |                                                 |                                                 |                                                 |                                                 |
| Ulleråker | Läby sn                                         | Läby ln                                         | Läby ln                                         | Läby ln                                         | Norra Hagunda ln                                | Norra Hagunda ln                                |                                                 |                                                 |                                                 |
| | Vänge sn                                        | Vänge ln                                        | Vänge ln                                        | Vänge ln                                        | Norra Hagunda ln                                | Norra Hagunda ln                                |                                                 |                                                 |                                                 |
| Hagunda | Järlåsa sn                                      | Järlåsa ln                                      | Järlåsa ln                                      | Järlåsa ln                                      | Norra Hagunda ln                                | Norra Hagunda ln                                |                                                 |                                                 |                                                 |
| Hagunda | Tibble sn                                       | Tibble ln (Skogs-Tibble 1886-)                  | Tibble ln (Skogs-Tibble 1886-)                  | Tibble ln (Skogs-Tibble 1886-)                  | Norra Hagunda ln                                | Norra Hagunda ln                                |                                                 |                                                 |                                                 |
| Hagunda | Ålands sn                                       | Ålands ln                                       | Ålands ln                                       | Ålands ln                                       | Norra Hagunda ln                                | Norra Hagunda ln                                |                                                 |                                                 |                                                 |
| Hagunda | Balingsta sn                                    | Balingsta ln                                    | Balingsta ln                                    | Balingsta ln                                    | Södra Hagunda ln                                |                                                 |                                                 |                                                 |                                                 |
| Hagunda | Dalby sn                                        | Dalby ln                                        | Dalby ln                                        | Dalby ln                                        | Södra Hagunda ln                                |                                                 |                                                 |                                                 |                                                 |
| Hagunda | Hagby sn                                        | Hagby ln                                        | Hagby ln                                        | Hagby ln                                        | Södra Hagunda ln                                |                                                 |                                                 |                                                 |                                                 |
| Hagunda | Ramsta sn                                       | Ramsta ln                                       | Ramsta ln                                       | Ramsta ln                                       | Södra Hagunda ln                                |                                                 |                                                 |                                                 |                                                 |
| Hagunda | Åkers sn                                        | Åkers ln (Västeråker 1886-)                     | Åkers ln (Västeråker 1886-)                     | Åkers ln (Västeråker 1886-)                     | Södra Hagunda ln                                |                                                 |                                                 |                                                 |                                                 |
| Ulleråker | Näs sn                                          | Näs ln (Uppsala-Näs 1886-)                      | Näs ln (Uppsala-Näs 1886-)                      | Näs ln (Uppsala-Näs 1886-)                      | Södra Hagunda ln                                |                                                 |                                                 |                                                 |                                                 |
| Ulleråker | Bondkyrka sn                                    | Bondkyrka ln Luthagen                           |                                                 |                                                 |                                                 |                                                 |                                                 |                                                 |                                                 |
| Ulleråker | Bondkyrka sn                                    | Bondkyrka ln Luthagen                           |                                                 |                                                 |                                                 |                                                 |                                                 |                                                 |                                                 |
| – | Uppsala stad                                    | Uppsala stad                                    |                                                 |                                                 |                                                 |                                                 |                                                 | Uppsala kn                                      |                                                 |
| Vaksala | Gamla Uppsala sn                                | Gamla Uppsala ln                                | Gamla Uppsala ln                                |                                                 |                                                 |                                                 |                                                 |                                                 |                                                 |
| Vaksala | Danmarks sn                                     | Danmarks ln                                     | Danmarks ln                                     | Danmarks ln                                     |                                                 |                                                 |                                                 |                                                 |                                                 |
| Vaksala | Vaksala sn                                      | Vaksala ln                                      | Vaksala ln                                      | Vaksala ln                                      | Vaksala ln                                      |                                                 |                                                 |                                                 |                                                 |
| Rasbo | Fundbo sn                                       | Fundbo ln (Funbo 1932-)                         | Fundbo ln (Funbo 1932-)                         | Fundbo ln (Funbo 1932-)                         |                                                 |                                                 |                                                 |                                                 |                                                 |
| Rasbo | Rasbokils sn                                    | Rasbokils ln                                    | Rasbokils ln                                    | Rasbokils ln                                    |                                                 |                                                 |                                                 |                                                 |                                                 |
| Rasbo | Rasbo sn                                        | Rasbo ln                                        | Rasbo ln                                        | Rasbo ln                                        |                                                 |                                                 |                                                 |                                                 |                                                 |
| Oland | Stavby sn                                       | Stavby ln                                       | Stavby ln                                       | Stavby ln                                       | Olands ln                                       |                                                 | Olands kn                                       |                                                 |                                                 |
| Oland | Tuna sn                                         | Tuna ln                                         | Tuna ln                                         | Tuna ln                                         | Olands ln                                       |                                                 | Olands kn                                       |                                                 |                                                 |
| Oland | 3 socknar                                       | 3 landskommuner                                 | 3 landskommuner                                 | 3 landskommuner                                 | Olands ln                                       | Östhammars kn                                   | Östhammars kn                                   |                                                 |                                                 |
| Rasbo | Lena sn                                         | Lena ln                                         | Lena ln                                         | Lena ln                                         | Vattholma ln                                    | Vattholma ln                                    | Uppsala kn                                      | Uppsala kn                                      | Uppsala kn                                      |
| | Lena sn                                         | Lena ln                                         | Lena ln                                         | Lena ln                                         | Vattholma ln                                    | Vattholma ln                                    | Uppsala kn                                      | Uppsala kn                                      | Uppsala kn                                      |
| Norunda | Erentuna sn                                     | Erentuna ln (Ärentuna 1902-)                    | Erentuna ln (Ärentuna 1902-)                    | Erentuna ln (Ärentuna 1902-)                    | Vattholma ln                                    | Vattholma ln                                    | Uppsala kn                                      | Uppsala kn                                      | Uppsala kn                                      |
| Norunda | Tensta sn                                       | Tensta ln                                       | Tensta ln                                       | Tensta ln                                       | Vattholma ln                                    | Vattholma ln                                    | Uppsala kn                                      | Uppsala kn                                      | Uppsala kn                                      |
| Norunda | Viksta sn                                       | Viksta ln                                       | Viksta ln                                       | Viksta ln                                       |                                                 |                                                 | Uppsala kn                                      | Uppsala kn                                      | Uppsala kn                                      |
| | Björklinge sn                                   | Björklinge ln                                   | Björklinge ln                                   | Björklinge ln                                   | Björklinge ln                                   |                                                 | Uppsala kn                                      | Uppsala kn                                      | Uppsala kn                                      |
| Närdinghundra | Almunge sn                                      | Almunge ln                                      | Almunge ln                                      | Almunge ln                                      | Almunge ln                                      | Almunge ln                                      | Uppsala kn                                      | Uppsala kn                                      | Uppsala kn                                      |
| Närdinghundra | Knutby sn                                       | Knutby ln                                       | Knutby ln                                       | Knutby ln                                       | Knutby ln                                       | Knutby ln                                       | Uppsala kn                                      | Uppsala kn                                      | Uppsala kn                                      |
| Närdinghundra | Bladåkers sn                                    | Bladåkers ln                                    | Bladåkers ln                                    | Bladåkers ln                                    | Knutby ln                                       | Knutby ln                                       | Uppsala kn                                      | Uppsala kn                                      | Uppsala kn                                      |
| Närdinghundra | Faringe sn                                      | Faringe ln                                      | Faringe ln                                      | Faringe ln                                      | Knutby ln                                       | Knutby ln                                       | Uppsala kn                                      | Uppsala kn                                      | Uppsala kn                                      |
| Närdinghundra | Edsbro sn                                       | Edsbro ln                                       | Edsbro ln                                       | Edsbro ln                                       | Knutby ln                                       | Knutby ln                                       | Norrtälje kn                                    | Norrtälje kn                                    | Norrtälje kn                                    |
| Långhundra | 2 socknar                                       | 2 landskommuner                                 | 2 landskommuner                                 | 2 landskommuner                                 | Skepptuna ln                                    | Rimbo ln                                        | Norrtälje kn                                    | Norrtälje kn                                    | Norrtälje kn                                    |
| Långhundra | Husby sn                                        | Husby ln (Husby-Långhundra 1886-)               | Husby ln (Husby-Långhundra 1886-)               | Husby ln (Husby-Långhundra 1886-)               | Skepptuna ln                                    |                                                 | Uppsala kn                                      | Uppsala kn                                      | Knivsta kn                                      |
| Långhundra | Lagga sn                                        | Lagga ln                                        | Lagga ln                                        | Lagga ln                                        | Knivsta ln                                      | Knivsta ln                                      | Uppsala kn                                      | Uppsala kn                                      | Knivsta kn                                      |
| Långhundra | Östuna sn                                       | Östuna ln                                       | Östuna ln                                       | Östuna ln                                       | Knivsta ln                                      | Knivsta ln                                      | Uppsala kn                                      | Uppsala kn                                      | Knivsta kn                                      |
| Ärlinghundra | Alsike sn                                       | Alsike ln                                       | Alsike ln                                       | Alsike ln                                       | Knivsta ln                                      | Knivsta ln                                      | Uppsala kn                                      | Uppsala kn                                      | Knivsta kn                                      |
| Ärlinghundra | Knivsta sn                                      | Knivsta ln                                      | Knivsta ln                                      | Knivsta ln                                      | Knivsta ln                                      | Knivsta ln                                      | Uppsala kn                                      | Uppsala kn                                      | Knivsta kn                                      |
| Ärlinghundra | Vassunda sn                                     | Vassunda ln                                     | Vassunda ln                                     | Vassunda ln                                     | Knivsta ln                                      | Knivsta ln                                      | Uppsala kn                                      | Uppsala kn                                      | Knivsta kn                                      |

Kommunen ingår sedan bildandet i Uppsala domsaga.
Kommunen ingår sedan 2010 i Förvaltningsområdet för finska.

## Geografi
Uppsala kommun är belägen i de centrala delarna av landskapet Uppland och gränsar i söder till Knivsta och Håbo kommuner, i sydväst till Enköpings kommun, i väster till Heby kommun samt i norr till Tierps och Östhammars kommuner, alla i Uppsala län, samt i öster till Norrtälje kommun i Stockholms län. Kommunen ligger vid Mälarens norra strand där Fyrisån mynnar ut i Mälarens nordligaste vik Ekoln norrifrån.

### Topografi och hydrografi

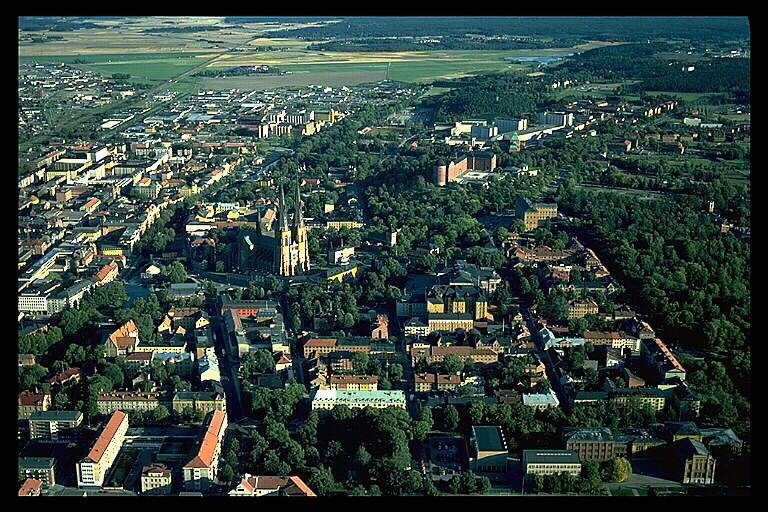
Mot öster, Uppsala domkyrka i bildens mitt. Bilden troligen från början av 1960-talet.

Centralorten belägen vid norra änden av mälarviken Ekoln är huvudsakligen omgiven av vidsträckta och uppodlade lerslätter. I västra och nordöstra delarna av kommunen finns stora, flacka skogsområden. I södra delen av kommunen finns skogsområden så som Lunsen och Nåsten och i sydväst finns Fiby urskog. I lerfyllda sprickdalar flyter Fyrisån, Hågaån och Jumkilsån. I det i övrigt flacka landskapet framträder rullstensåsen Uppsalaåsen tydligt, exempelvis vid Viksta stentorg och ett nästan 2 km² stort så kallat kittelfält.

### Klimat
Mellan april och mitten av juni ligger temperaturen vanligen mellan 10 och 20°C. Sedan stiger temperaturen och når ofta 20 till 25°C mellan juni och augusti. Dessutom finns upp till 18 soltimmar per dygn. Under hösten mellan september och november ligger temperaturen allmänt mellan 5 och 15°C. Den kallaste tiden sträcker sig från december till mars och ofta ligger temperaturen under fryspunkten. Dagar med snöfall som lämnar ett snötäcke är inte ovanliga.

### Naturskydd
År 2022 fanns 45 naturreservat i Uppsala kommun. Bland dessa hittas exempelvis Örby hagar som utgörs av gamla betesmarker i en kulturmiljö. Reservatet är även klassat som Natura 2000-område. Fullerö backar är ett annat område med betesmark, där har djur betat sedan 1200-talet. De betande djuren har hållit vegetationen låg, varför ljuskrävande örter och insekter getts möjlighet att växa. Även detta reservat är klassat som Natura 2000-område.

### Administrativ indelning

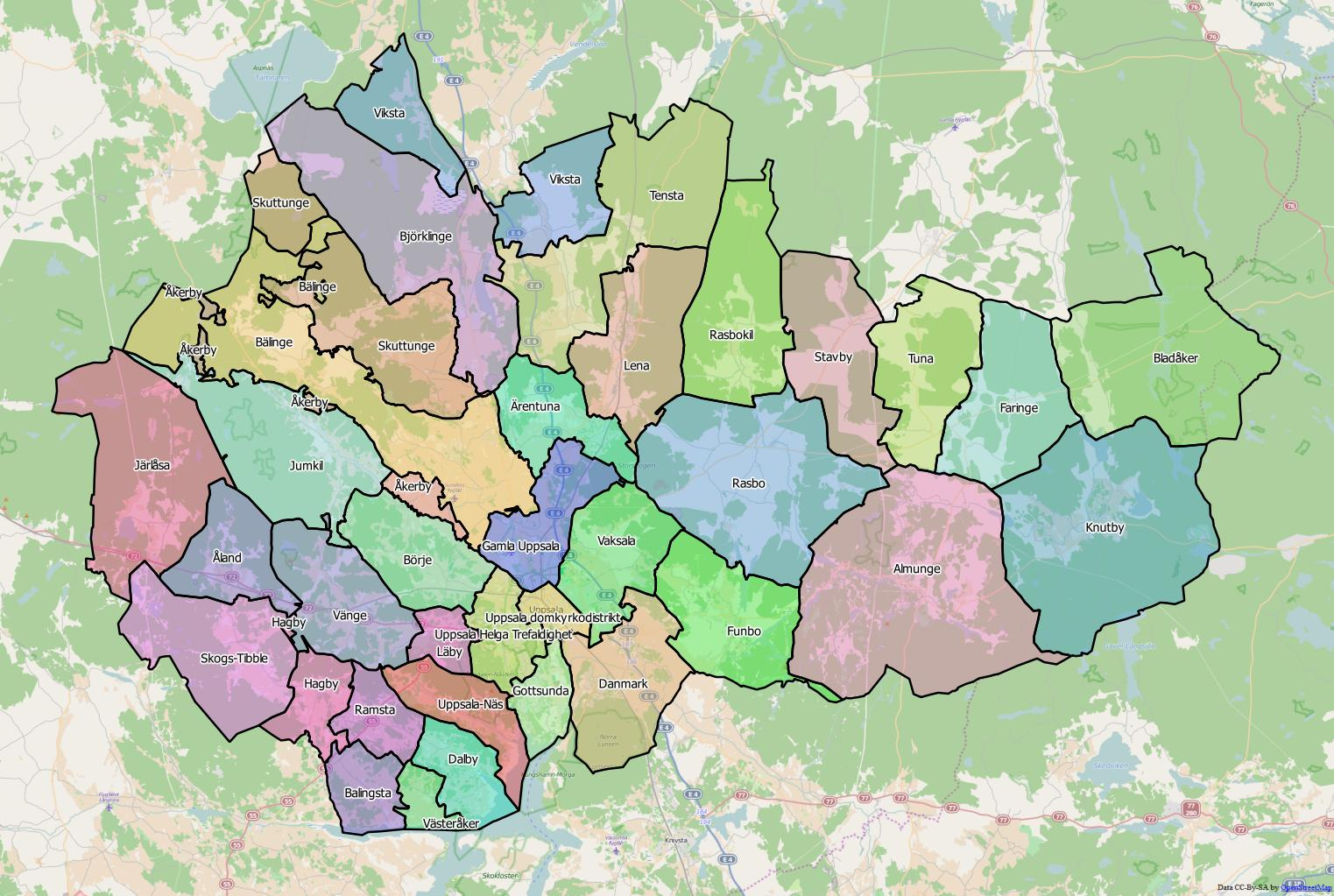
Distrikt inom Uppsala kommun

Fram till 2016 var kommunen för befolkningsrapportering indelad i 27 församlingar.
| De 27 församlingarna i Uppsala kommun |
| --- |
| - Almunge församling - Balingsta församling - Björklinge församling - Bälingebygdens församling - Dalby församling - Danmark-Funbo församling - Faringe församling - Gamla Uppsala församling - Gottsunda församling - Hagby församling - Helga Trefaldighets församling - Knutby-Bladåkers församling - Lena församling - Norra Hagunda församling - Ramsta församling - Rasbo församling - Rasbokils församling - Skuttunge församling - Stavby församling - Tensta församling - Tuna församling - Uppsala domkyrkoförsamling - Uppsala-Näs församling - Vaksala församling - Viksta församling - Västeråkers församling - Ärentuna församling |
Från 2016 indelas kommunen istället i 36 distrikt.
| De 36 distrikten i Uppsala kommun |
| --- |
| - Almunge - Balingsta - Björklinge - Bladåker - Bälinge - Börje - Dalby - Danmark - Faringe - Funbo - Gamla Uppsala - Gottsunda - Hagby - Jumkil - Järlåsa - Knutby - Lena - Läby - Ramsta - Rasbo - Rasbokil - Skogs-Tibble - Skuttunge - Stavby - Tensta - Tuna - Uppsala domkyrkodistrikt - Uppsala Helga Trefaldighet - Uppsala-Näs - Vaksala - Viksta - Vänge - Västeråker - Åkerby - Åland - Ärentuna |

### Tätorter
Uppsala kommuns lokala definition av tätorten Uppsala stämmer inte överens med SCB:s tätortsdefinition.
| Kod  | Tätort                           | 1990    | 1995    | 2000    | 2005    | 2010    | 2015    | 2016    | 2019    |
| ---- | -------------------------------- | ------- | ------- | ------- | ------- | ------- | ------- | ------- | ------- |
| 0656 | Uppsala                          | 109 497 | 119 979 | 124 036 | 128 409 | 140 454 | 149 245 | 152 617 | 164 535 |
| 0632 | Sävja                            | 7 869   | 9 441   | 9 434   | 9 414   | 9 684   | 9 723   | 9 718   | 9 914   |
| 0628 | Storvreta                        | 5 932   | 6 550   | 6 431   | 6 083   | 6 347   | 6 340   | 6 348   | 6 343   |
| 0512 | Björklinge                       | 3 067   | 3 059   | 3 110   | 3 186   | 3 269   | 3 322   | 3 333   | 3 397   |
| 0524 | Bälinge                          | 2 309   | 2 201   | 2 050   | 2 166   | 2 437   | 2 406   | 2 420   | 2 583   |
| 0514 | Lindbacken/Brogården (Jälla)     |         |         |         |         |         | 933     | 1 402   | 2 017   |
| 0654 | Ultuna                           |         |         |         |         |         | 455     | 462     | 1 514   |
| 0596 | Lövstalöt                        | 891     | 871     | 880     | 982     | 1 046   | 1 399   | 1 434   | 1 458   |
| 0660 | Vattholma                        | 1 607   | 1 525   | 1 492   | 1 413   | 1 427   | 1 410   | 1 414   | 1 404   |
| 0516 | Vänge                            | 1 086   | 1 254   | 1 213   | 1 245   | 1 331   | 1 320   | 1 303   | 1 297   |
| 0500 | Almunge                          | 627     | 675     | 692     | 691     | 813     | 816     | 797     | 887     |
| 0662 | Ytternäs och Vreta               |         | 298     | 349     | 405     | 636     | 775     | 782     | 785     |
| 0694 | Sydöstra Fullerö                 |         |         |         | 762     |         |         |         |         |
| 0580 | Knutby                           | 517     | 550     | 568     | 534     | 564     | 705     | 696     | 726     |
| 0592 | Länna                            | 719     | 725     | 731     | 698     | 685     | 700     | 725     | 680     |
| 0548 | Gunsta                           | 268     | 374     | 368     | 371     | 380     | 611     | 618     | 632     |
| 0620 | Skyttorp                         | 554     | 652     | 631     | 664     | 666     | 636     | 643     | 620     |
| 0568 | Järlåsa                          | 411     | 440     | 436     | 451     | 493     | 515     | 517     | 554     |
| 0556 | Gåvsta                           | 355     | 385     | 401     | 398     | 549     | 539     | 551     | 552     |
| 0622 | Skölsta                          |         |         |         | 281     | 344     | 368     | 377     | 535     |
| 0530 | Danmark                          |         |         |         |         |         | 453     | 439     | 439     |
| 0526 | Bärby                            |         |         |         | 215     | 220     | 347     | 344     | 382     |
| 0606 | Ramstalund                       |         | 279     | 274     | 313     | 311     | 342     | 317     | 356     |
| 0538 | Funbo                            |         |         |         |         |         | 326     | 323     | 311     |
| 0598 | Marielund (Selknä och Marielund) |         |         |         |         |         | 314     | 311     | 301     |
| 0566 | Håga                             |         |         | 312     | 317     | 302     | 319     | 309     | 291     |
| 0696 | Vångelsta                        |         |         |         | 277     |         |         |         |         |
| 0650 | Blackstalund                     |         | 207     |         |         | 210     | 203     | 214     | 262     |
| 0590 | Läby                             |         | 233     | 244     | 230     | 220     | 231     | 224     | 224     |
| 0666 | Vårdsätra                        |         |         | 201     | 230     | 237     | 266     | 291     |         |

(blankt) Om befolkningen sjunker under 200, blir tätorten i stället en småort.
Avgränsningen görs vart femte år.
SCB ändrade metod till 2015
Beteckningen för T0514 ändrades till Jälla den 19 juni 2017.
Beteckningen för T0598 ändrades till Selknä och Marielund den 19 juni 2017.
T0666 Vårdsätra klassades inte längre som en statistisk tätort 2017.
Källa: Statistiska Centralbyrån (SCB)

## Styre och politik

### Styre
Under mandatperioden 2002–2006 styrdes kommunen av Socialdemokraterna med stöd från Vänsterpartiet och Miljöpartiet. 
Under mandatperioderna 2006–2014 styrdes kommunen av de borgerliga partierna (Alliansen). 
Under mandatperioden 2014–2018 styrde Socialdemokraterna, Miljöpartiet och Vänsterpartiet (de rödgröna) med egen majoritet. Efter kommunvalet 2018 tog ett nytt blocköverskridande styre med Socialdemokraterna, Miljöpartiet och Liberalerna (mittstyret) över makten, då inget block fått egen majoritet och Sverigedemokraterna blivit vågmästare.
Under mandatperioden 2022–2026 styr Socialdemokraterna, Vänsterpartiet och Miljöpartiet i minoritet. Tillsammans har dessa tre partier en valteknisk samverkan med Utvecklingspartiet Demokraterna.
| 1994–2006 | S | V  | MP |    |
| 2006–2014 | M | L  | C  | KD |
| 2014–2018 | S | V  | MP |    |
| 2018–2022 | S | MP | L  |    |
| 2022–     | S | V  | MP |    |

### Kommunfullmäktige

#### Presidium
| Presidium 2022–2026    | Presidium 2022–2026 | Presidium 2022–2026  |
| ---------------------- | ------------------- | -------------------- |
| Ordförande             | S                   | Klas-Herman Lundgren |
| Förste vice ordförande | S                   | Carl Lindberg        |
| Andre vice ordförande  | M                   | Magnus Åkerman       |

#### Gruppledare
| Gruppledare | Gruppledare | Gruppledare      |
| ----------- | ----------- | ---------------- |
| Majoritet   | S           | Erik Pelling     |
| Majoritet   | V           | Tobias Smedberg  |
| Majoritet   | MP          | Linda Eskilsson  |
| Majoritet   | UP          | Stefan Hanna     |
| Opposition  | M           | Therez Almerfors |
| Opposition  | C           | Ehsan Nasari     |
| Opposition  | KD          | Jonas Segersam   |
| Opposition  | L           | Jennie Claesson  |
| Opposition  | SD          | Kent Kumpala     |

#### Mandatfördelning 1970–2022
| 38 | 16 | 17 | 10 |

| 64 | 17 |

| 5 | 33 | 20 | 10 | 13 |

| 63 | 18 |

| 6 | 33 | 17 | 12 | 13 |

| 56 | 25 |

| 7 | 33 | 15 | 10 | 16 |

| 51 | 30 |

| 7 | 36 | 11 | 6 | 21 |

| 52 | 29 |

| 6 | 34 |  | 7 | 14 | 19 |

| 48 | 33 |

| 6 | 31 | 6 | 9 | 12 | 17 |

| 48 | 33 |

| 5 | 28 |  | 7 | 13 | 4 | 21 |

| 53 | 28 |

| 6 | 34 | 7 |  | 4 | 9 |  | 19 |

| 46 | 35 |

| 10 | 24 | 7 |  | 4 | 9 | 6 | 20 |

| 45 | 36 |

| 9 | 27 | 6 |  | 16 | 6 | 14 |

| 43 | 38 |

| 6 | 21 | 6 |  | 8 | 11 | 6 | 22 |

| 42 | 39 |

| 6 | 21 | 11 |  | 6 | 8 | 4 | 23 |

| 42 | 39 |

| 8 | 22 | 12 |  | 5 | 6 | 7 | 4 | 15 |

| 41 | 40 |

| 9 | 21 | 6 |  | 7 | 8 | 8 | 6 | 14 |

| 40 | 41 |

| 11 | 23 | 5 | 8 |  | 7 | 5 | 6 | 14 |

| 45 | 36 |

### Nämnder

#### Kommunstyrelse
Totalt har kommunstyrelsen 18 ledamöter, varav sex tillhör Socialdemokraterna, fyra tillhör Moderaterna, Vänsterpartiet och Centerpartiet har två vardera medan Liberalerna, Kristdemokraterna, Miljöpartiet och Sverigedemokraterna alla har en ledamot vardera.
| Presidium 2022–2026    | Presidium 2022–2026 | Presidium 2022–2026 |
| ---------------------- | ------------------- | ------------------- |
| Ordförande             | S                   | Erik Pelling        |
| Förste vice ordförande | V                   | Tobias Smedberg     |
| Andre vice ordförande  | M                   | Therez Almerfors    |

#### Lista över kommunstyrelsens ordförande
| Namn | Namn                 | Tillträdde      | Avgick          |
| ---- | -------------------- | --------------- | --------------- |
|      | Annika Lindh (S)     | ?               | 31 oktober 2002 |
|      | Lena Hartwig (S)     | 1 november 2002 | 31 oktober 2006 |
|      | Gunnar Hedberg (M)   | 1 november 2006 | 31 januari 2012 |
|      | Fredrik Ahlstedt (M) | 1 februari 2012 | 31 oktober 2014 |
|      | Marlene Burwick (S)  | 1 november 2014 | 14 oktober 2018 |
|      | Erik Pelling (S)     | 15 oktober 2018 |                 |

#### Övriga nämnder
| Nämnd                          | Ordförande | Ordförande           | Vice ordförande | Vice ordförande           |
| ------------------------------ | ---------- | -------------------- | --------------- | ------------------------- |
| Socialnämnden                  | V          | Hanna Victoria Mörck | S               | Pavlos Cavelier Bizas     |
| Kulturnämnden                  | MP         | Linda Eskilsson      | S               | Patrik Hedlund            |
| Miljö- och hälsoskyddsnämnden  | MP         | Klara Ellström       | S               | Helena Ersson             |
| Plan- och byggnadsnämnden      | S          | Ylva Stadell         | V               | Anna Johansson Dahl       |
| Överförmyndarnämnden           | V          | Ingrid Burman        | C               | Lotta Carlberg            |
| Utbildningsnämnden             | S          | Eva Christiernin     | MP              | Erik Wahlström            |
| Idrott- och fritidsnämnden     | V          | Karolin Lundström    | S               | Maria Patel               |
| Gatu- och samhällsmiljönämnden | S          | Rafael Waters        | MP              | Joachim Höggren           |
| Arbetsmarknadsnämnden          | S          | Mattias Kristensson  | V               | Monica Lindgren Petersson |
| Namngivningsnämnden            | V          | Ylva Larsdotter      | M               | Anna-Karin Westerlund     |
| Omsorgsnämnden                 | S          | Asal Gohari          | V               | Lars Håkan Andersson      |
| Äldrenämnden                   | V          | Tobias Smedberg      | MP              | David Ling                |
| Räddningsnämnden               | S          | Tobias Lundblad      | KD              | Christian Hermanson       |
| Valnämnden                     | S          | Ulrik Wärnsberg      | KD              | Ingemar Virsén            |

### Internationella relationer
Uppsala kommun hade i början av 2020-talet ett flertal internationella relationer i syfte att "skapa förutsättningar för att kommunen ska kunna erbjuda bättre och mer kostnadseffektiv service till invånarna, och att Uppsala ska ha en långsiktigt hållbar tillväxt och sysselsättning". Det internationella arbetet hade tre basinriktningar – verksamhetsutveckling, näringsliv och positionering samt bevakning och påverkan. Som en del av det arbetet var kommunen sedan 2015 medlem i Eurocities, en samverkansorganisation för "att stärka storstädernas ställning i EU". Därtill hade kommunen sju vänorter: 
| Danmark  | Frederiksberg, Danmark. (1947-) |
| Estland  | Tartu, Estland. (1988-)         |
| Finland  | Tavastehus, Finland. (1947-)    |
| Island   | Hafnarfjörður, Island. (1947-)  |
| Norge    | Bærum, Norge. (1947-)           |
| USA      | Minneapolis, USA.               |
| Sydkorea | Daejeon, Sydkorea.              |

## Ekonomi och infrastruktur

### Näringsliv

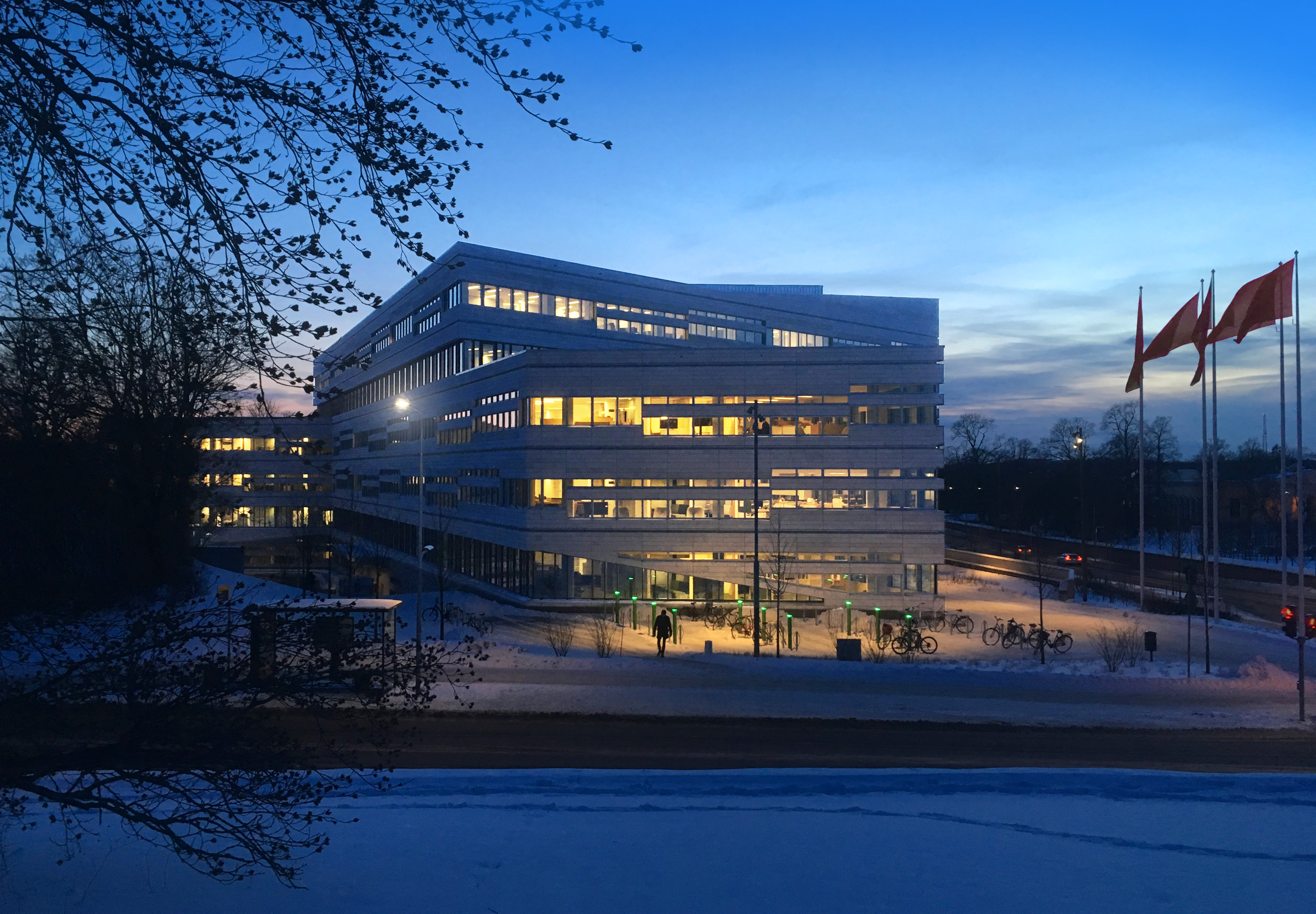
Uppsala universitets huvudbyggnad, Segerstedthuset sett från öster (Slottet), vinter 2018. Arkitekter bland annat: 3XN, Indicum.

Det lokala näringslivet har under lång tid varit tätt knutet till centralorten där universitetet och statliga verk ligger. I början av 2020-talet var cirka 15 procent av de förvärvsarbetande sysselsatta inom utbildning, 20 procent inom vård och omsorg och fem procent inom tillverkningsindustrin. Inom den offentliga sektorn var de största arbetsgivarna kommunen, regionen (vilket inkluderar Akademiska sjukhuset) samt Uppsala universitet och Sveriges lantbruksuniversitet. Bland större industrier återfinns bioteknikföretaget Cytiva Sweden AB, läkemedelsbolaget Fresenius Kabi AB och Phadia AB som arbetar med medicinsk utrustning. Universitetet har lockat etableringar av kunskapsintensiva företag till kommun, primärt inom branscherna data och läkemedel. I företagsparken Glunten, (Uppsala Science Park) finns Stiftelsen universitet, näringsliv och samhälle (STUNS) som bildats för att stimulera samarbetet mellan universitet, näringsliv och samhällsorgan så som Livsmedelsverket, Sveriges geologiska undersökning, Läkemedelsverket och Statens veterinärmedicinska anstalt. Andra större näringsidkare i kommunen var Vattenfall AB och Luftstridsskolan (LSS).

#### Energi och råvaror

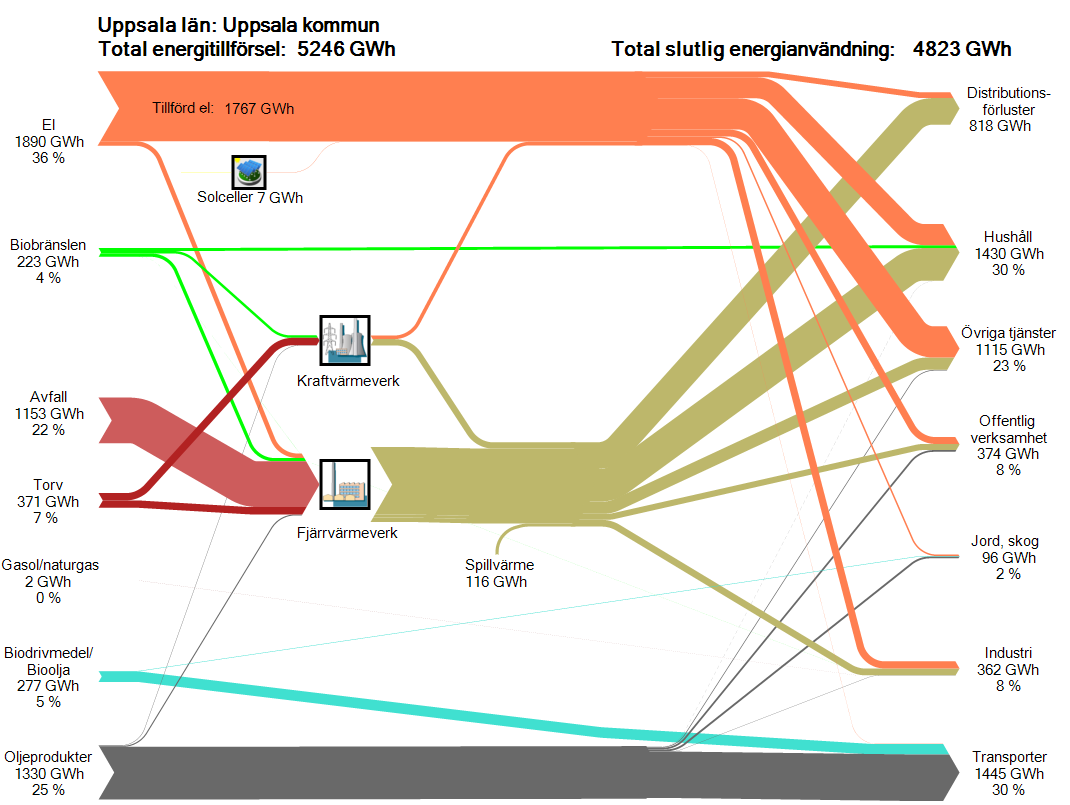
Användning och tillförsel i ett Sankey-diagram för Uppsala kommun 2017 (Källa: Länsstyrelsen Uppsala län).

Under 2010-talet började den traditionella strukturen för produktion av el att förändras. Tidigare fanns generellt ett mindre antal, ofta stora, elproducerande enheter såsom vattenkraftverk och kärnkraftverk som producerade nästan all el vilken sedan överfördes via långa kraftledningar till elanvändarna då dessa kraftverk ofta är placerade långt ifrån tätbebyggda områden. Detta håller dock på att förändras i och med att mer decentraliserad och lokal energiproduktion av olika slag blivit vanligare, bland annat genom teknisk utveckling hos solkraft och vindkraft men även genom lagringsteknik som exempelvis batterier. Uppsala kommun strävar efter en ökad lokal produktion av el för att bidra till övergången till förnybar elproduktionen, men även för att öka resiliensen för det lokala elektriska nätet.
Vattenfall driftsatte vintern 2020 ett batterilager nära Gränby sportfält. Batterilagret ska stötta det lokala nätet för Uppsala stad och har en installerad kapacitet på 20 MWh och en effekt på 5 MW. Vattenfall beskriver lagret som ett "forsknings- och innovationsprojekt som syftar till att utvärdera på vilka sätt man kan utvärdera ett energilager". I och med driftsättning blev Uppsala den första kommunen i Sverige med den här typen av anläggning.
Uppsalas kraftvärmeverk i Boländerna hade tidigare en turbin på 100 MW vilket motsvarade cirka en tredjedel av Uppsala stads maximala effektbehov. En ny byggnad, Carpe Futurum, invigdes i början av 2022 vilken eldar biobränslen. Till denna kommer det vara möjligt att ansluta en turbin för 30 MW lokal elproduktion.
En utbyggnad av solceller för elproduktion pågår i Uppsala kommun som har satt som långsiktigt mål solenergi ska täcka 10-15 % av elanvändningen. Etappmål är 30 MW installerad effekt 2020 och 100 MW 2030.[uppföljning saknas] Solel producerar dock främst sommartid på Sveriges breddgrader och bidrar inte mycket till elproduktionen på vintern.
Det fanns i början av 2020-talet ingen vindkraft på större skala utbyggd inom Uppsala kommuns gränser, ej heller i Uppsala län som helhet. En framtida utbyggnation kompliceras också, bland annat till följd av Försvarsmaktens intressen samt att många områden i Uppsala kommun har höga natur- eller kulturvärden.
Strömhagsgruvan öppnade 1842 men stängdes efter en kortare tid. År 1942 återupptogs verksamheten, men genom ett nytt gruvhål. Under de två åren driften pågick upptogs 3920 ton prima järnmalm. Verksamhet var åter igång 1952 men upphörde efter två år.

### Infrastruktur

#### Transporter
I nord-sydlig riktning genomkorsas kommunen av motorvägen på E4 och Ostkustbanan som trafikeras av SJ:s fjärrtåg och regiontåg samt Mälartågs regiontåg. Dessutom trafikeras banan norrut av Mälartåg mot Gävle och söderut av SJ, Mälartåg och Stockholms pendeltåg mot Stockholm. Mälartåg har stopp även i Storvreta, Vattholma och Skyttorp. Från Uppsala utgår även Dalabanan, som trafikeras av Mälartåg och SJ, västerut mot Sala.
Under 2020-talet blev planer för en spårvagnslinje i centralorten konkreta. Ett klagomål mot byggprojektet avvisades i mars 2025 av förvaltningsdomstolen.
Från Uppsala utgår riksväg 55 åt sydväst, riksväg 72 åt väster, länsväg 272 åt nordväst, länsväg 290 åt norr, länsväg 288 åt nordöst och länsväg 282 åt öster. De båda senare förbinds av länsväg 273 i nord-sydlig riktning i kommunens östra delar.

## Befolkning

### Demografi

#### Befolkningsutveckling
Kommunen har 248 192 invånare (31 mars 2025), vilket placerar den på 4:e plats avseende folkmängd bland Sveriges kommuner. 
| Befolkningsutvecklingen i Uppsala kommun 1810–2020                    | Befolkningsutvecklingen i Uppsala kommun 1810–2020 | Befolkningsutvecklingen i Uppsala kommun 1810–2020 | Befolkningsutvecklingen i Uppsala kommun 1810–2020 | Befolkningsutvecklingen i Uppsala kommun 1810–2020 |
| --------------------------------------------------------------------- | -------------------------------------------------- | -------------------------------------------------- | -------------------------------------------------- | -------------------------------------------------- |
|                                                                       |                                                    |                                                    |                                                    |                                                    |
| År                                                                    |                                                    |                                                    | Folkmängd                                          |                                                    |
| 1810                                                                  | 1810                                               |                                                    | 36 388                                             |                                                    |
| 1850                                                                  | 1850                                               |                                                    | 41 655                                             |                                                    |
| 1900                                                                  | 1900                                               |                                                    | 59 218                                             |                                                    |
| 1950                                                                  | 1950                                               |                                                    | 93 387                                             |                                                    |
| 1970                                                                  | 1970                                               |                                                    | 129 687                                            |                                                    |
| 1980                                                                  | 1980                                               |                                                    | 146 192                                            |                                                    |
| 1990                                                                  | 1990                                               |                                                    | 167 508                                            |                                                    |
| 2000                                                                  | 2000                                               |                                                    | 189 569                                            |                                                    |
| 2010                                                                  | 2010                                               |                                                    | 197 787                                            |                                                    |
| 2015                                                                  | 2015                                               |                                                    | 210 126                                            |                                                    |
| 2020                                                                  | 2020                                               |                                                    | 233 839                                            |                                                    |
| Anm: Den 1 januari 2003 avskildes Knivsta kommundel till egen kommun. |                                                    |                                                    |                                                    |                                                    |

#### Utländsk bakgrund
Den 31 december 2014 utgjorde antalet invånare med utländsk bakgrund (utrikes födda personer samt inrikes födda med två utrikes födda föräldrar) 47 007, eller 22,67 % av befolkningen (hela befolkningen: 207 362 den 31 december 2014).

#### Invånare efter de vanligaste födelseländerna
Den 31 december 2014 utgjorde folkmängden i Uppsala kommun 207 362 personer. Av dessa var 36 273 personer (17,5 %) födda i ett annat land än Sverige. I denna tabell har de nordiska länderna samt de 12 länder med flest antal utrikes födda (i hela riket) tagits med. En person som inte kommer från något av de här 17 länderna har istället av Statistiska centralbyrån förts till den världsdel som deras födelseland tillhör.
| Födelseland      | Födelseland                       | Födelseland |
| ---------------- | --------------------------------- | ----------- |
| 31 december 2014 |                                   |             |
| 1                | Sverige                           | 171 089     |
| 2                | Asien: Övriga länder              | 4 645       |
| 3                | Europeiska unionen: Övriga länder | 4 567       |
| 4                | Iran                              | 3 503       |
| 5                | Irak                              | 3 049       |
| 6                | Afrika: Övriga länder             | 2 992       |
| 7                | Finland                           | 2 893       |
| 8                | Sydamerika                        | 1 584       |
| 9                | Turkiet                           | 1 423       |
| 10               | Nordamerika                       | 1 257       |
| 11               | Tyskland                          | 1 249       |
| 12               | Syrien                            | 1 248       |
| 13               | Kina                              | 1 056       |
| 14               | Europa utom EU: Övriga länder     | 1 005       |
| 15               | Polen                             | 998         |
| 16               | Thailand                          | 730         |
| 17               | Bosnien och Hercegovina           | 685         |
| 18               | Norge                             | 660         |
| 19               | Afghanistan                       | 625         |
| 20               | Somalia                           | 587         |
| 21               | / SFR Jugoslavien/FR Jugoslavien  | 557         |
| 22               | Danmark                           | 293         |
| 23               | Sovjetunionen                     | 234         |
| 24               | Island                            | 212         |
| 25               | Oceanien                          | 187         |
| 26               | Okänt födelseland                 | 34          |

## Kultur

### Kulturarv

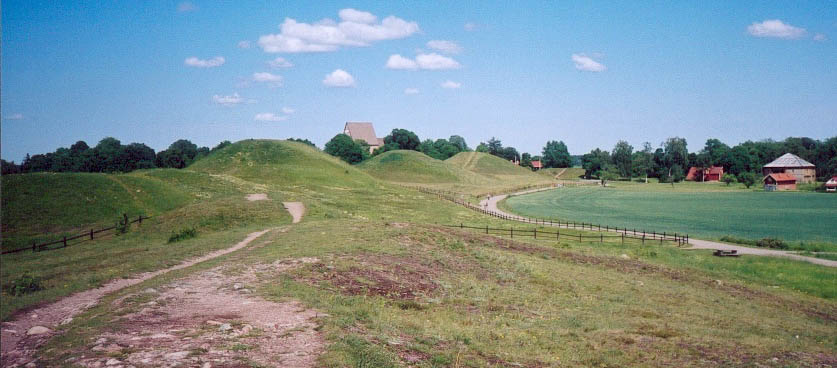
Gamla Uppsala fornminnesområde, cirka 1998–2000.

I kommunen finns en av Skandinaviens mest värdefulla kulturmiljöer, Gamla Uppsala. Området var ett religiöst och politiskt centrum på 500-talet. Där hittas exempelvis de tre kungshögarna.
År 2022 fanns 12 statliga byggnadsminnen i kommunen, däribland Uppsala slott med anor från 1500-talet och Botaniska trädgården. Den senare anlades på 1660-talet och skänktes av Gustav III till universitetet 1787.

### Kommunvapen
Vapnets blasonering fastställdes 1943 enligt följande: I blått fält ett gående utåtseende, krönt lejon (leopard) av guld med röd beväring, därest dylik skall användas.
Mellan 1986 och 2018 användes ett märke som var registrerat med följande blasonering: I blått fält ett gående utåtseende, krönt lejon i gult med svart kontur och med röd beväring, därest dylik skall användas. Den svarta konturen och gula färgen stod dock i strid med heraldiska regler om tinkturer och 2018 återtogs det tidigare vapnet.
Uppsalas lejon uppträder första gången som sigill på 1700-talet. Det fastställdes som vapen för Uppsala stad år 1943. Även landskommunerna Björklinge, Bälinge, Gamla Uppsala, Läby och Oland hade haft vapen vars giltighet upphört i samband med sammanslagningar.